# Tenupedunculus dentimanum
Tenupedunculus dentimanum is een pissebed uit de familie Stenetriidae. De wetenschappelijke naam van de soort is voor het eerst geldig gepubliceerd in 1967 door Oleg Grigor'evich Kussakin.